# Роберт Гудвілл
Роберт Гудвілл (англ. Robert Goodwill; нар. 31 грудня 1956, Террінгтон, Північний Йоркшир, Англія) — британський політик-консерватор, депутат Європейського парламенту у 1999—2004 роках. і член парламенту з 2005 року.

## Життєпис
Він здобув освіту в Університеті Ньюкасла, працював на родинній фермі (250 акрів). У 1992 і 1997 роках він був кандидатом у члени парламенту.
З 2006 р. — організатор опозиції, з 2007 р. — тіньовий міністр з питань доріг у Команді транспорту.
З 2012 по 2013 рр. — лорд-комісар Казначейства.
З 2013 по 2015 рр. — парламентський заступник Міністра транспорту.
З 2015 р. — державний міністр з питань транспорту.